# Ołena Woronina
Ołena Ołeksandriwna Woronina (ukr. Олена Олександрівна Вороніна, ur. 5 maja 1990 w Charkowie) – ukraińska szablistka, srebrna medalistka olimpijska i trzykrotna medalistka mistrzostw świata.
Walczy prawą ręką, treningi rozpoczęła w wieku dziesięciu lat. Podczas igrzysk olimpijskich w Rio de Janeiro w 2016 roku reprezentacja Ukrainy w składzie: Olha Charłan, Alina Komaszczuk, Ołena Krawaćka i Ołena Woronina wywalczyła srebrny medal drużynowo. W rywalizacji indywidualnej nie wystartowała.
Na mistrzostwach świata w Budapeszcie w 2013 roku wywalczyła złoty medal w zawodach drużynowych. W tej samej konkurencji Ukrainki z Woroniną w składzie zdobyły srebrny medal podczas mistrzostw świata w Moskwie w 2015 roku i brązowy na mistrzostwach świata w Kazaniu w 2014 roku.
Wielokrotnie zdobywała drużynowe medale mistrzostw Europy, w tym srebrne podczas mistrzostw Europy w Zagrzebiu (2013) i mistrzostw Europy w Nowym Sadzie (2018).
Jej mężem jest niemiecki szermierz André Sanità.